# Richard Berkeley
Richard Berkeley (ur. 1953) – animator kultury, działacz społeczny, trener umiejętności miękkich, muzyk i dziennikarz. Brytyjczyk o polskich korzeniach, od 2000 roku mieszka w Warszawie. Obecnie jest prezesem Fundacji "Nowa Orkiestra Kameralna", dyrektorem Top Hat Studio oraz krytykiem londyńskiego pisma "Opera Now".

## Edukacja
Richard Berkeley jest absolwentem Wydziału Edukacji Uniwersytetu Londyńskiego (Goldsmith College). Ukończył również studia muzyczne w Guildhall School of Music and Drama w Londynie. Pobierał prywatne lekcje śpiewu u René Jacobsa, Paul Esswooda, John York Skinnera, Margaret Lobo i Arwel Trehearne Morgan.

## Kariera muzyczna i filmowa
Kontynuując karierę wokalną, był współtwórcą orkiestr barokowych i klasycznych w Wielkiej Brytanii, Włoszech i Polsce (współpracował z takimi muzykami, jak Fabio Biondi czy Rinaldo Alessandrini). Pracował jako producent, prezenter, aktor, kompozytor muzyki filmowej i telewizyjnej, autor musicali dla dzieci i pisarz dla telewizji BBC, radia i telewizji RAI oraz TVP. Występował w najważniejszych włoskich salach koncertowych i operowych m.in. Operze Rzymskiej, Teatro Regio, w Turynie. Jest współzałożycielem znanego na całym świecie zespołu Concerto Italiano. Współpracował z takimi muzykami jak Fabio Biondi, Rinaldo Alessandrini, Alan Curtis, Tonio Florio, Paolo Pandolfo, Phillip Picket. Jako aktor występował u boku takich gwiazd jak Rutger Hauer, Mickey Rourke, Helena Bonham-Carter, Emily Watson, Vittorio Gasman, Ginacarlo Gianini, Franco Nero. Współpracował z wieloma reżyserami m.in. Liliana Cavani, Lina Wertmüller, Franco Brusati, Sandro Sequi, Sylvano Bussotti. Był asystentem Marka Eldera, dyrektora muzycznego English National Opera (ENO). Pracował również przy produkcji nagrodzonego filmu dokumentalnego BBC TV "Verdi, a life in two parts". W styczniu 2001 wystąpił w Warszawskiej Operze Kameralnej gdzie wcielił się w postać Goffreda w operze G.F. Händla Rinaldo. W czerwcu tego samego roku, w Bolesławcu, wyreżyserował pierwsze przedstawienie opery Erika Satie "Genevieve".

## Wykładowca
Wykładał w wielu znanych szkołach aktorskich m.in. Mountview Conservatoire for the Performing Arts oraz LAMDA. Założył i prowadzi The International Course for Music Theatre Performers w Royal Academy of Music. Patronują temu przedsięwzięciu baron Andrew Lloyd Webber i Sir Cameron Mackintosh. Był wykładowcą Międzynarodowej Letniej Akademii Muzyki Dawnej w Wilanowie, prowadził kursy na Uniwersytecie Muzycznym Fryderyka Chopina w Warszawie i warszawskiej Akademii Teatralnej oraz przy festiwalu "Legnica Cantat".

## Trener
Z doświadczenia Richarda od lat korzystają wiodące firmy w Polsce i na świecie dla których pracuje jako konsultant i szkoleniowiec specjalizujący się w negocjacjach, nauce komunikacji i kreatywnego myślenia. W Londynie założył i był dyrektorem agencji Universal Casting, a w Polsce prowadzi pracownię umiejętności miękkich Top Hat Studio.

## Inne
Był jednym z mówców podczas TEDx Warsaw, TEDx Kraków, i Ignite Warsaw. Nakręcił również spot promujący Warszawę jako miasto kultury, serię filmów dotyczących architektury szlacheckiej Heritage Houses oraz reportaż o Mokotowie. Sam stał się bohaterem zrealizownego przez Maureen Murray road documentary "Magnificat".